# Jeune Femme aux pivoines (Montpellier)
Pour les articles homonymes, voir Jeune Femme aux pivoines.
La Jeune Femme aux pivoines (ancien titre : Négresse aux pivoines,) est une peinture à l'huile sur toile réalisée par Frédéric Bazille (1841-1870), et conservée au musée Fabre de Montpellier.

## Histoire
En  1862, Frédéric Bazille arrive à Paris, pour étudier la médecine (et ainsi satisfaire ses parents) et la peinture qui est son choix de vie. Dans l'atelier de Charles Gleyre il rencontre Monet, Renoir et Sisley. Ces quatre artistes commencent à travailler en groupe, en peignant « sur le motif » : c'est ainsi que l'impressionnisme est né. Bazille meurt le 28 novembre 1870, tué pendant la guerre franco-prussienne.
En été 1870, Bazille peint deux fois une femme noire, avec des fleurs de saison. Dans la version possédée par la National Gallery of Art, cette femme apparaît comme une fleuriste qui expose ses pivoines, choisies dans un panier de fleurs. La peinture rappelle une nature morte, peinte par Édouard Manet en 1864-1865 et fait également allusion à l'Olympia de Manet, où une servante noire offre un bouquet de fleurs à une femme nue.

## Description
La jeune fille exécute une composition florale dans un vase en porcelaine bleue, finement décoré de ramages dans le goût oriental. Sa simple robe de toile blanche est fermée jusqu'au cou par une rangée de boutons. Elle est coiffée d'un madras. Le peintre l'a surprise en ajoutant une branche de mimosa aux pivoines. En France, à l’époque, avoir une servante noire à son service était un signe extérieur de richesse, dans les familles aristocrates parisiennes.

### Deux peintures analogues
- Jeune Femme aux pivoines, huile sur toile (1870), 60,5 × 75,4 cm, musée Fabre - Salle Bazille, donné au musée Fabre en 1918 par Marc Bazille, frère de l'auteur.
- Jeune Femme aux pivoines, huile sur toile (1870), 60 × 75 cm, National Gallery of Art (Washington), inventaire : 1983.1.6, Collection Mr. et Mrs. Paul Mellon[4].

### Expositions
- 26 mars 2019-21 juillet 2019 : Le Modèle noir, de Géricault à Matisse, Musée d'Orsay, Paris (y est exposé le tableau de la National Gallery of Art de Washington).

## Images

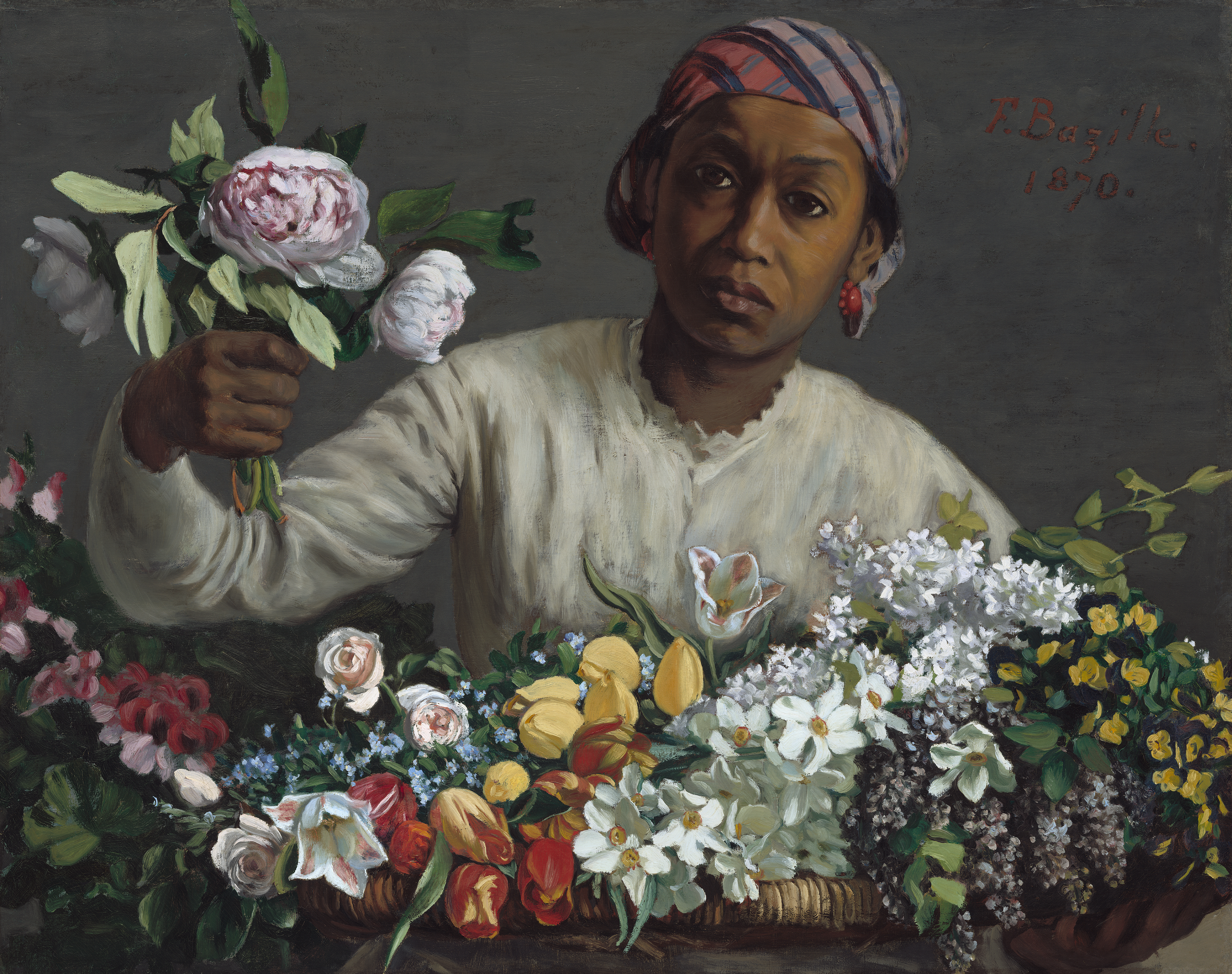
Frédéric Bazille, Jeune Femme aux pivoines, 1870, National Gallery of Art (Washington)
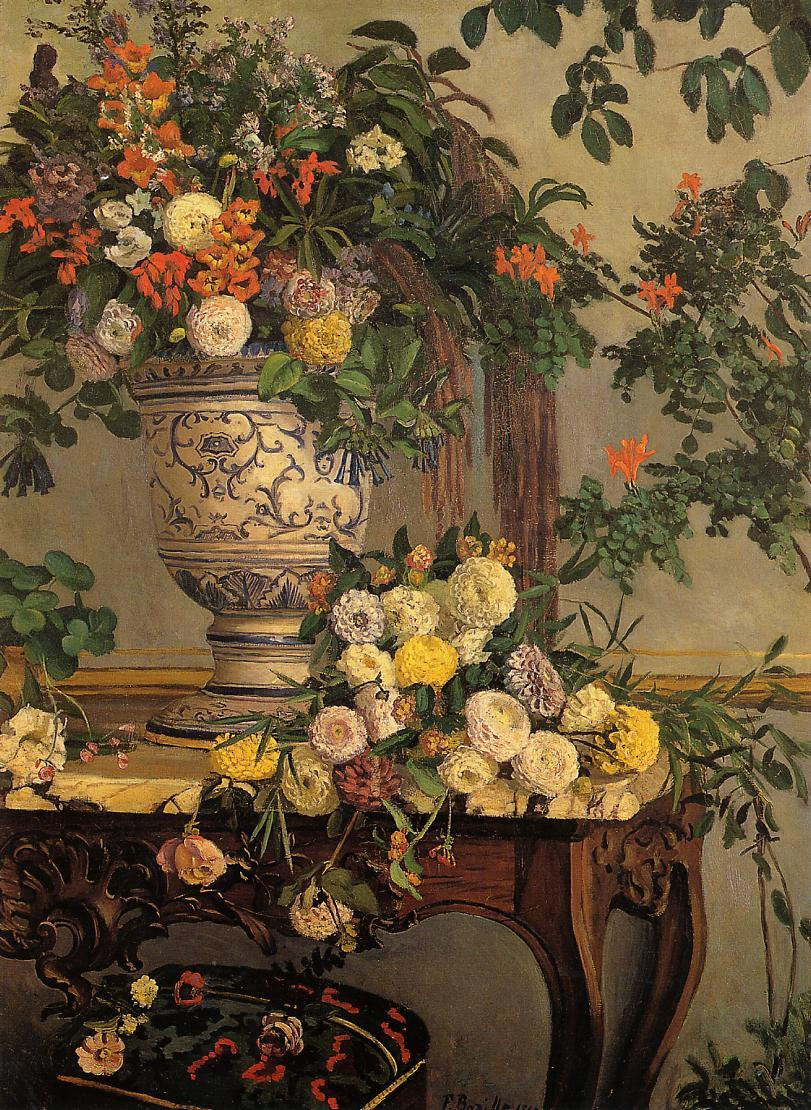
Frédéric Bazille, Fleurs, 1868, Musée de Grenoble.
Édouard Manet, Olympia,  1863, Musée d'Orsay.
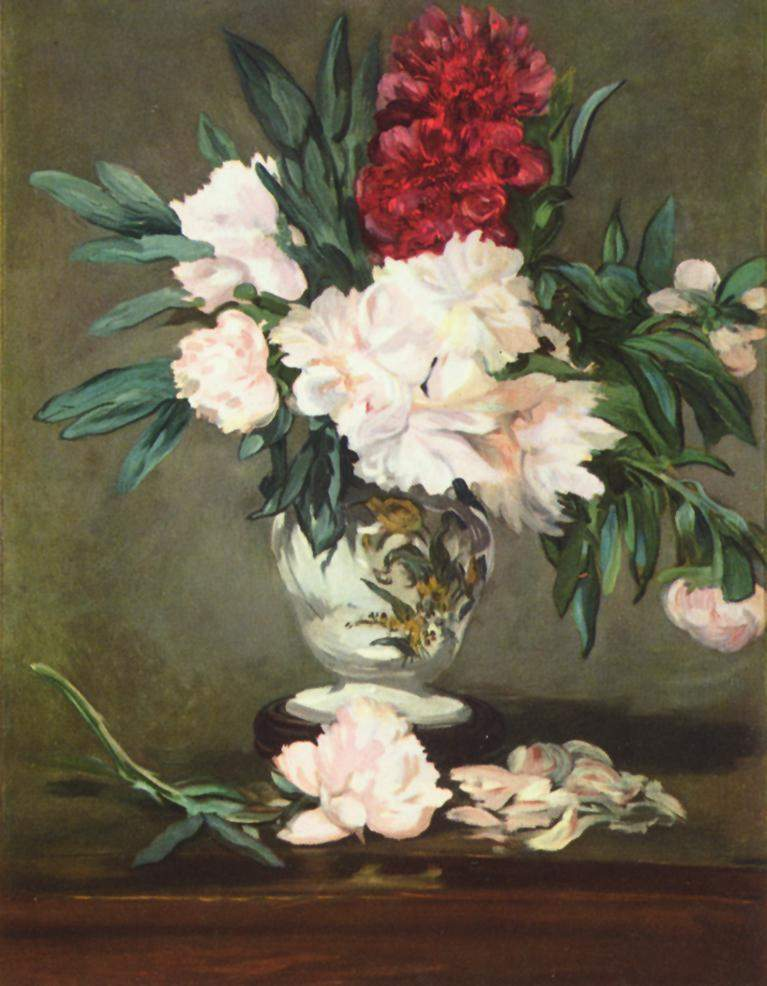
Édouard Manet, Vase avec pivoines,  1864-1865, Musée d'Orsay.